# Opération Restaurer l'espoir
Ne doit pas être confondu avec opération Restore Hope.
- Territoire contrôlé par les loyalistes.
- Territoire contrôlé par les Houthis.
- Territoire contrôlé par les djihadistes d'AQPA et de l'EI au Yémen.
- Territoire contrôlé par le Conseil de transition du Sud.

L’opération Restaurer l'espoir (en arabe : عملية إعادة الأمل) est une opération lancée le 21 avril 2015, lors de la guerre civile yéménite, et qui succède à l'opération Tempête décisive, après l'annonce de la fin de cette dernière au Yémen en soutien au président du Yémen pro-saoudien Abdrabbo Mansour Hadi, qui avait fui en Arabie Saoudite après avoir été renversé par le mouvement Houthi en raison de revendications économiques et politiques. Opération dont l'objectif était de détruire l'infrastructure militaire des Houtis,.
Le blocus imposé par la coalition saoudienne a provoqué une famine affectant sévèrement plus de 11,3 millions de Yéménites, dont au moins 400 000 enfants,. Le patrimoine culturel de la région a aussi considérablement souffert, notamment la vieille ville de Sanaa (inscrite au patrimoine mondial de l'Unesco).

## Objectifs
Les objectifs affichés de l'opération consistent à :
1. interdire aux Houthis d'agir dans le territoire yéménite ;
2. protéger la population du risque des Houthis ;
3. continuer à secourir les blessés de la population ;
4. continuer l'embargo naval et inspecter les navires afin d'appliquer la résolution prise par les Nations unies.

Elle serait centrée sur « la sécurité, le contre-terrorisme et la recherche d’une solution politique ».

## Déroulement

### 2015
Le grand port du Sud, Aden, est reconquis en juillet, suivis de cinq provinces du sud.
Les Émirats arabes unis déploient entre soixante-dix et quatre-vingts chars Leclerc au Yémen à partir de fin juillet/début août 2015, il s'agit de leur premier engagement au combat,.
Le 4 septembre 2015, un missile balistique sol-sol tiré contre une des bases de la coalition dans la province de Marib provoque une énorme explosion, en atterrissant sur un dépôt de munitions. L’attaque fait soixante morts, parmi lesquels figurent quarante-cinq Émiratis, dix Saoudiens et cinq Bahreïnis. En représailles, l'aviation de la coalition effectue dès le lendemain sur la capitale yéménite, Sanaa, des bombardements qui ciblent l'académie de police et le quartier général de la Sécurité centrale.

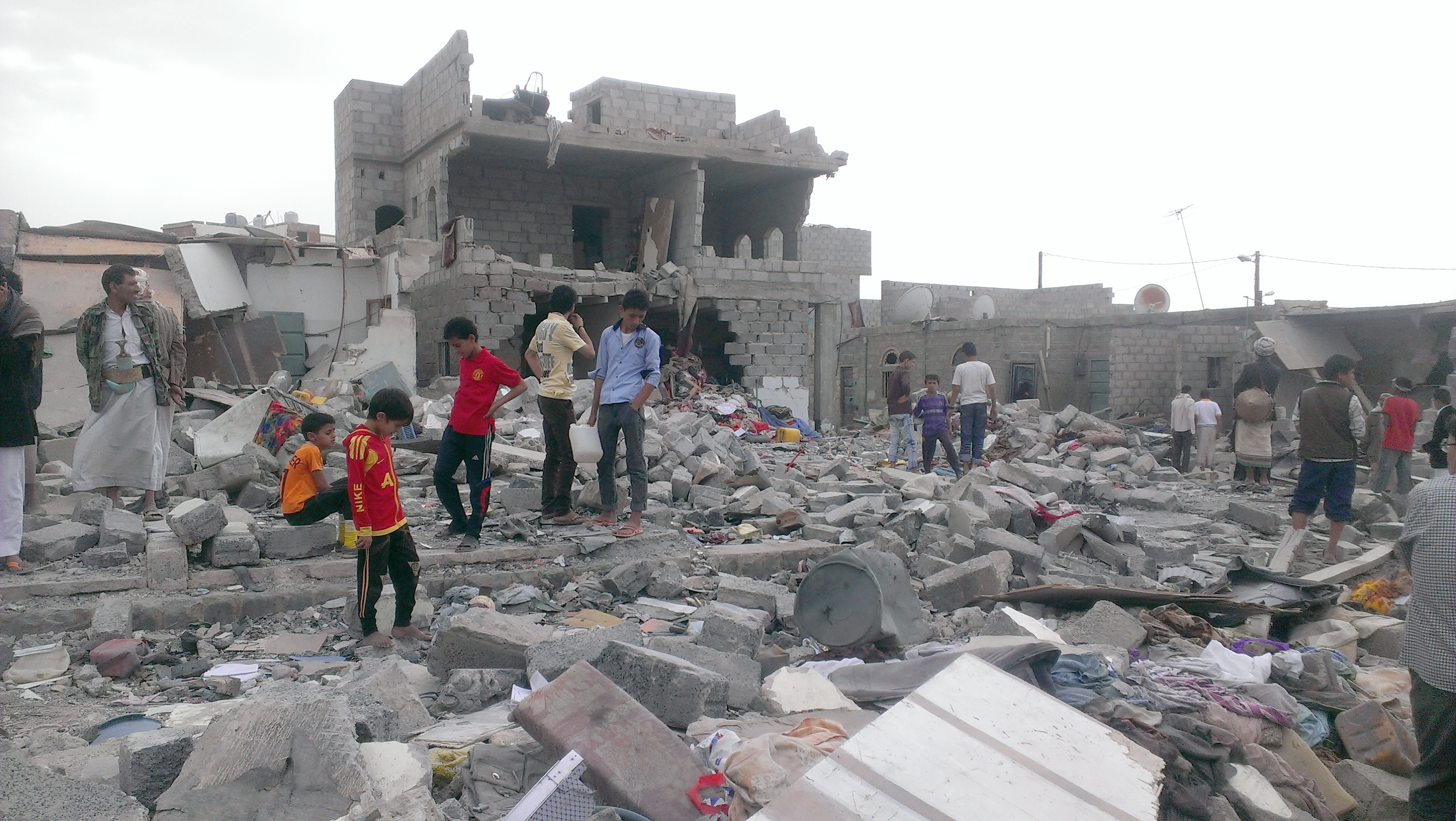
Sanaa, 2015

Ces lourdes pertes convainquent la coalition que l'offensive aérienne a ses limites malgré les destructions considérables qu'elle provoque, et elle décide d'intensifier l'action au sol.
Le dimanche 6 septembre au soir, un millier de soldats qataris, soutenus par plus de deux cents véhicules blindés et trente hélicoptères Apache, entre au Yémen via l'Arabie saoudite, ce qui représente le premier déploiement connu de forces terrestres de cet émirat. Simultanément, l’Arabie saoudite déploie d’importantes unités d’élite dans la province de Marib. Avec ces renforts, les forces de la coalition compteraient quelque 10 000 hommes au sol au Yémen.
Le 9 septembre, l'Égypte confirme l'envoi de huit cents soldats au Yémen, en préparatif de l'offensive Taiz et Marib.
Le 27 septembre, vingt-trois rebelles chiites Houthis et cinq civils sont tués et dix-sept autres personnes sont blessées dans des bombardements aériens de la coalition, contre un village du nord-ouest du Yémen.
Le 28 septembre, environ cent trente et une personnes, dont des femmes et des enfants, sont tués dans un raid aérien de la coalition arabe, qui a touché une salle de mariage. La frappe a également fait des dizaines de blessés.
Le 1er octobre, l'armée yéménite et les forces de la coalition arabe reprennent aux rebelles chiites Houthis le détroit stratégique de Bab-el-Mandeb, qui relie la mer Rouge et le golfe d'Aden. Des habitants font état de frappes aériennes et de bombardements par des navires de guerre, en soutien à une offensive au sol.
Le 6 octobre, l'État islamique revendique un attentat suicide contre une mosquée de la capitale yéménite, Sanaa, qui fait sept morts et trois blessés,.
Le 8 octobre, au moins treize personnes qui assistent à un mariage sont tuées et trente-huit autres sont blessées dans un bombardement à Sanban, ville rebelle, située à une centaine de kilomètres au sud de Sanaa. Le bombardement est effectué par des avions de la coalition progouvernementale.
Le 21 octobre, au moins vingt-deux civils sont tués dans des tirs de roquettes sur la ville de Taëz. Cette attaque est attribuée aux rebelles chiites. Les roquettes de type Katioucha visent des secteurs du centre de Taëz, encerclée par les rebelles Houthis et leurs alliés.

### 2016
Le 14 mars 2016, un avion Dassault Mirage 2000 appartenant aux Émirats arabes unis s'écrase à Aden, tuant les deux pilotes. AQPA prétend l'avoir abattu même si la coalition parle de panne.

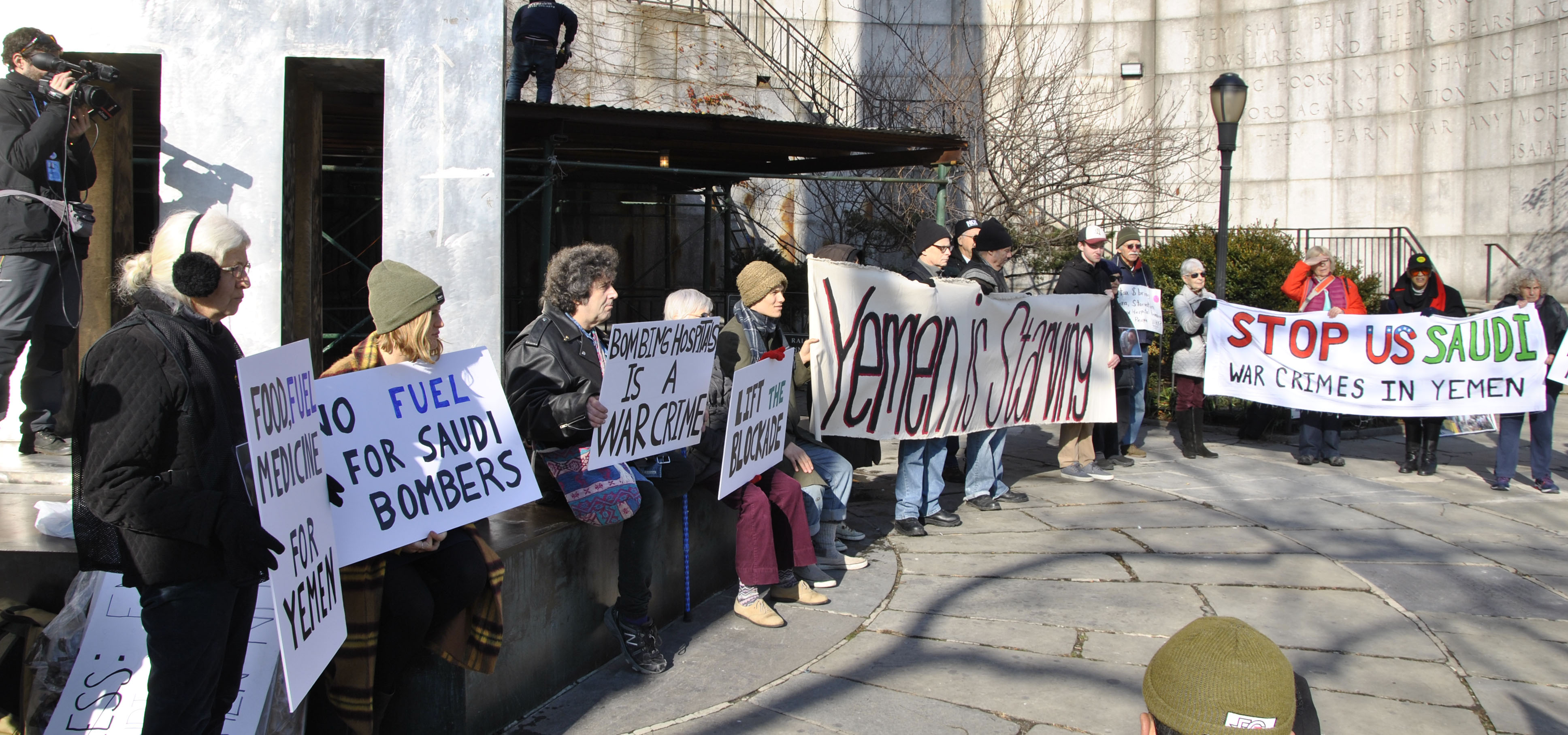
Manifestation contre la guerre à New York, 2017

Le 13 août 2016, dix enfants sont tués et vingt-huit autres sont blessés dans le bombardement par la coalition d'une école coranique à Haydan, dans le nord du Yémen.
Dans la nuit du 1er au 2 octobre, le navire logistique HSV-2 Swift des Émirats arabes unis est gravement endommagé par une attaque des rebelles Houthis au large du Yémen.
Le 8 octobre, la coalition menée par l'Arabie saoudite effectue des raids aériens particulièrement meurtriers à Sanaa. Selon Jamie McGoldrick, coordinateur humanitaire pour l'ONU au Yémen, le bilan est de plus de cent quarante morts et cinq cent vingt-cinq blessés, dont dix-neuf généraux et une douzaine d'autres officiers. Officiellement, la coalition nie être impliquée, mais après ce massacre les États-Unis annoncent un « examen immédiat » de leur soutien à la coalition.

### 2017
Début février 2017, treize soldats saoudiens sont tués dans des combats contre les rebelles chiites Houthis à la frontière avec le Yémen. Le 25 mars, 16 rebelles sont morts et 24 blessés dans des raids aériens de la coalition dans l'est de la province de Hodeida.

### 2019
Le 8 juillet 2019, les Émirats arabes unis décident de réduire le nombre de troupes déployées.

### 2022
Le 21 janvier 2022, des avions de chasse de la coalition militaire saoudienne bombardent une prison de fortune dans le gouvernorat de Sa'dah, tuant au moins 87 personnes. Il est rapporté que la coalition militaire saoudienne a pris pour cible le bâtiment adjacent au centre de communication de la province de Sa'dah.

## Conséquences humanitaires
Le 9 mai 2017, l'OMS annonce que la guerre civile aurait permis le développement du choléra qui aurait fait 34 morts et 2 022 cas de diarrhée sévère dans 9 provinces du Yémen entre le 27 avril et le 7 mai. Au 30 mai, l'épidémie de choléra a fait 500 morts ainsi que près de 55 206 cas suspects. Selon l'UNICEF, l'épidémie a fait 209 morts et plus de 17 000 cas suspects depuis fin avril. En juillet 2017, 300 000 personnes sont touchées par l'épidémie de choléra au Yémen avec plus de 1 600 morts. À la date du 6 novembre 2017, 908 702 cas suspects ont été observés et plus de 2 194 décès ont été constatés.
La très grave crise humanitaire que subit actuellement le Yémen est due principalement au blocus maritime, aérien et terrestre imposé par l’Arabie saoudite. De nombreuses organisations humanitaires, ainsi que l’ONU, s’en sont émues,.
Selon Human Rights Watch, depuis le début du conflit en mars 2015, en violation du droit international humanitaire, la coalition a imposé un blocus naval et aérien au Yémen, lequel a sévèrement restreint la livraison de vivres, de carburant et de médicaments aux civils.
Selon l'ONU, qui réclame la levée du blocus, 21 millions de personnes ont un besoin d'aide humanitaire urgente, sept millions sont au bord de la famine et un enfant meurt toutes les dix minutes de maladie, presque un million de malades du choléra,.
Pour Jean-François Corty, directeur des opérations internationales de Médecins du monde, « les démocraties occidentales, dont la France et les États-Unis, ne sont pas neutres, puisque le conflit les implique et les concerne. Or contester une alliance avec des pays qui ne respectent pas le droit humanitaire international reste très difficile chez nous, en France ». Selon lui, « ce blocus relève plutôt d’une forme de punition collective qu’autre chose. Il faut dénoncer cela et être proactif car, potentiellement, avec ce blocus quasi-total, on peut parler de famine planifiée et si rien n’est fait il s’agira d’un crime de guerre ».
En février 2018, l'ONU dresse un bilan des pertes civiles, il dépasse les 10 000 morts depuis un an et demi. Le blocus du pays par les puissances arabes a provoqué la « pire crise humanitaire de la planète » selon les Nations unies : 7 millions de personnes, soit un quart de la population, sont au bord de la famine ; 1 million ont été touchées par le choléra.
Selon un rapport remis aux élus du Congrès des États-Unis le 12 avril 2018, par les services de renseignement militaire, 22 millions de Yéménites sur 30 au total se trouvent en situation de risque humanitaire.
En 19 septembre 2018, l'ONG Save the Children alarme du développement d'« une famine d’ampleur sans précédent » au Yémen. La famine menace plus de 5 millions enfants au Yémen. En septembre, l'ONU a déclare : « Nous perdons notre combat contre la famine. Nous pourrions approcher un point de non-retour au-delà duquel il sera impossible d'éviter de nombreuses pertes de vies humaines dues à une famine généralisée dans le pays ».